# Oostzaan
Oostzaan là một đô thị ở tỉnh Noord-Holland của Hà Lan. Đô thị này có diện tích đất 11,49 ki-lô-mét vuông, dân số đầu năm 2007 là 9243 người.